# وزارة محمد محمود باشا الأولى
وزارة محمد محمود باشا الأولى هي الوزارة الثامنة والثلاثون في مصر، صدر المرسوم الملكي بتشكيلها في 25 يونيو 1928.

## أعضاء الحكومة
| الوزارة               | الوزير                                                      |
| --------------------- | ----------------------------------------------------------- |
| رئيس مجلس الوزراء     | محمد محمود باشا                                             |
| وزير الداخلية         | محمد محمود باشا (إلى جانب منصبه رئيسًا لمجلس الوزراء)        |
| وزير الخارجية         | حافظ عفيفي بك                                               |
| وزير الحقانية         | أحمد خشبة باشا                                              |
| وزير المالية          | علي ماهر باشا                                               |
| وزير الأشغال العمومية | إبراهيم فهمي بك                                             |
| وزير الحربية والبحرية | جعفر ولي باشا                                               |
| وزير الأوقاف          | جعفر ولي باشا (مؤقتًا إلى جانب منصبه وزيرًا للحربية والبحرية) |
| وزير المعارف العمومية | أحمد لطفي السيد بك                                          |
| وزير الزراعة          | نخلة المطيعي باشا                                           |
| وزير المواصلات        | عبد الحميد سليمان باشا                                      |

## وصلات داخلية
- قائمة رؤساء مجلس وزراء مصر